# Rudolf Nováček
Rudolf Nováček (7. duben 1860 Bela Crkva (Rakouské císařství dnes Srbsko) – 11. srpen 1929 Praha) byl český vojenský kapelník, hudební skladatel, houslista a učitel.

## Život
Rudolf Nováček pocházel z hudebnické rodiny. Jeho otec, Martin Josef Nováček, byl učitelem hudby v Temešváru. Byl nadaným houslistou, spolu s otcem a bratry vytvářeli houslové kvinteto, které pořádalo hudební turné. Vystudoval reálku v Temešváru a pokračoval ve studiu na vídeňské konzervatoři v letech 1874–1876. Po ukončení studia nastoupil do hudby 11. pěšího pluku, kde se záhy stal sólistou a kapelníkem. Poté byl členem hudby 74. pěšího pluku, který sídlil v Innsbrucku a pak v Hradci Králové. V roce 1884 byl kapelníkem 28. pluku v Praze. V této době byl členem Umělecké besedy a stýkal se s Antonínem Dvořákem, Zdeňkem Fibichem či Karlem Bendlem.
V roce 1890 se stal kapelníkem 1. jezdeckého pluku v Sofii. V letech 1891-1895 pak byl kapelníkem rumunské královské gardy v Bukurešti. Po roce 1895 působil jako dirigent a učitel hudby v různých městech Ruska, Belgie, Holandska a Německa. Od roku 1905 učil hudbu opět v Temešváru a po smrti svého otce zde byl i ředitelem hudební školy.
Po vzniku Československa se měl stát ředitelem připravované vojenské hudební školy (1921). Protože se ale přípravy protahovaly, vrátil se zpět do Temešváru. V roce 1929 se v Praze podrobil operaci, na její následky ale zemřel.

## Dílo

### Pochody
- Pochod 74. pluku (74er Defilier Marsch)
- Benedek Jubiläums Marsch, 1879
- Defilir-March, op. 25
- Castaldo, op. 40 – pochod, pojmenovaný podle velitele 28. pěšího pluku polního maršálka Ludwiga Castalda (1839–1910), který pluku velel v letech 1890-1894. Tento pochod nahrála i Česká filharmonie s dirigentem Václavem Talichem (1954) a Václavem Neumannem (1986). Pochod byl neoficiálně otextován My jsme ta pražská pára, nás zná přec celá Praha. O této verzi píše ve svém Tržišti senzací i Egon Erwin Kisch. Textem, pocházejícím patrně od příslušníků, jsou osmadvacátníci. (Castaldo Marsch, Oberst Ludwig Castaldo)
- Cyklista
- Náš druhý milion, 1891
- Na zdar naší výstavě
- My plzeňští hoši
- Koridor Marsch
- Pochod generála Laudona (General Laudon Marsch)
- Kde domov můj
- Pozdrav ze Sofie
- Pochod našich hochů
- Kardief
- Pochod ministra Národní obrany
- Na prej
- Ahoj!

### Taneční hudba
- Kouzlo květů, polka francais
- Hygea, polka
- Velebínka, polka
- Ples juristů, polka
- Pohádková kouzla, valčík
- Mezi bratry, polka mazur
- České album taneční, valčíky

### Další skladby
- Osm pamětních lístků : pro piano na 2 ruce, Op. 1
- Malá suita pro klavír (sbírka Mladý český pianista)
- Sonáta pro housle
- Koncert pro housle
- Romance pro violoncello a klavír, 1889
- Symfonietta pro dechové nástroje 1888
- Othello, předehra